# Zelfdragend
Een zelfdragende constructie draagt haar eigen gewicht, bijvoorbeeld via de huid of andere delen ervan. Zij onderscheidt zich daarmee van constructies die een onderstel, chassis of andere hulpconstructie nodig hebben om het gewicht te dragen. 
Voorbeelden van zelfdragende constructies vindt men bijvoorbeeld bij ontwerpen van:
- serredaken
- carrosserieën
- toiletten, zwembaden en bassins.

Ook de geodetische koepel is, door zijn bijzondere constructie, zelfdragend.
De Duitse autobusfabrikant Setra ontleent zijn naam zelfs aan het begrip: de carrosserieën waren zelfdragend, en de naam is een verkorting (een speciaal soort afkorting) van het Duitse woord selbsttragend.